# Rolling Stone
Rolling Stone è un periodico statunitense di musica, politica e cultura di massa.
Il nome della rivista trae origine dal singolo di Muddy Waters Rollin' Stone e dalla celebre band britannica The Rolling Stones.

## Storia
Il gruppo fu fondato nel 1967 a San Francisco da Jann Simon Wenner (tuttora editore) e dal critico musicale Ralph J. Gleason, Rolling Stone venne inizialmente identificato con la scena hippie, per poi prendere le distanze dal mondo delle riviste underground e dall'orientamento politico radicale delle stesse, abbracciando anche canoni giornalistici più tradizionali. Ma la politica rimase un elemento fondamentale della rivista, che ne fece il suo marchio nei primi anni settanta grazie al gonzo journalism di Hunter S. Thompson.
La rivista, che lanciò Cameron Crowe e tanti altri, divenne tanto influente che i Dr. Hook & The Medicine Show intitolarono una loro canzone (scritta da Shel Silverstein) Cover of the Rolling Stone ("La copertina del Rolling Stone").
Negli anni ottanta, pur continuando a ospitare giornalisti e scrittori che erano diventati ormai icone, come lo stesso Thompson, Rolling Stone assunse alcune caratteristiche che aveva precedentemente evitato. Si spostò a New York nel 1976, e molti considerano questa data l'inizio del cambiamento della rivista. Molti collaboratori andarono via e molti altri firmarono, e le copertine si orientarono sempre di più alle star del cinema. Tra il 1980 e il 1982 una sorta di spin-off fu edito dalla sorella di Jann Wenner, Kate. Secondo il libro Rolling Stone Magazine di Robert Draper, fu a metà degli anni ottanta che Rolling Stone smise di lanciare le mode musicali per cominciare a seguirle.
Alla fine degli anni novanta la rivista pubblicò una foto della nascente popstar Britney Spears, che fece molto scalpore anche perché mostrò chiaramente che la diciassettenne aveva subito un'operazione di "gonfiamento" chirurgico.
Nei primi anni del 2000, dovendo affrontare la concorrenza (Maxim, FHM e altri), Rolling Stone si reinventò, accogliendo Ed Needham, ex editore di FHM. La rivista cominciò a rivolgersi a un pubblico più giovane e a orientarsi molto più spesso al sesso, parlando ad esempio di giovani sexy-star della TV o del cinema, o ancora della pop music. Alcuni lettori di lunga data denunciarono il cambio di rotta della rivista, affermando che Rolling Stone era diventato un superficiale tabloid e aveva tradito la sua storia di astuto osservatore musicale e culturale, enfatizzando lo stile a scapito della sostanza. È comunque da quel momento che Rolling Stone ha ripristinato il suo mix originale di contenuti, ospitando di nuovo inchieste politiche (da una prospettiva fieramente orientata a sinistra), con una notevole crescita nelle vendite. L'attuale editore è Will Dana.

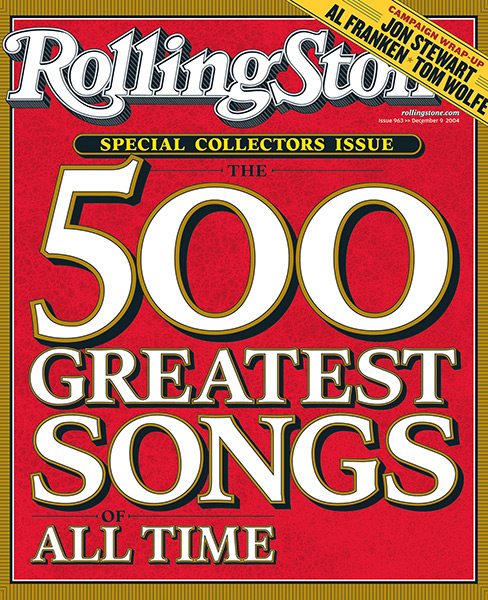
Copertina di Rolling Stone del 2004

Per festeggiare quello che la rivista chiama il "50º Anniversario del Rock" (2004), Rolling Stone iniziò a pubblicare degli elenchi che individuassero le pietre miliari della storia del rock. Questi elenchi destarono molte discussioni tra i critici. Nel 2003 fecero la loro comparsa "The 100 Greatest Guitarists of All Time" (I 100 più grandi chitarristi di tutti i tempi) e "The 500 Greatest Albums of All Time" (i 500 migliori album di ogni tempo); l'anno successivo fu la volta dei "50 Moments That Changed the History of Rock & Roll" (I 50 momenti che hanno cambiato la storia del rock'n'roll) e di "The 500 Greatest Songs of All Time" (Le 500 canzoni migliori di tutti i tempi). Uscì anche "The Immortals The 100 Greatest Artist of All Time", un elenco de Gli immortali I 100 Migliori Artisti di Tutti i Tempi, e "The 100 Greatest Singers Of All Time", riguardante I 100 Migliori Cantanti di Tutti i Tempi del Novecento, lirica esclusa.
La lista dei 100 migliori chitarristi destò una forte reazione, tra i lettori e gli appassionati del genere, non solo per chi era presente (Kurt Cobain davanti a Brian May, David Gilmour e Mark Knopfler), ma anche per chi non c'era: Eric Johnson, Joe Satriani, Steve Vai, Slash e altri.
Ma anche perché il termine migliore significa una prestazione in senso lato, difficile da dimostrare in campo musicale con preferenze così soggettive.
Il 7 maggio 2006 Rolling Stone pubblicò il suo speciale per la 1000ª copertina. Influenzata da quella di Sgt. Pepper's Lonely Hearts Club Band dei Beatles, la cover ospita le più celebri star delle copertine di RS.

## Politica
Pur essendo una rivista di intrattenimento, Rolling Stone ha sempre cercato un ruolo nel dibattito politico. Le sue radici hippie le hanno dato una prospettiva editoriale liberal democratico. Il celeberrimo Hunter S. Thompson fu il suo più grande corrispondente politico, e curò la sezione National Affairs. Matt Taibbi prese il suo posto alla sua morte. La rivista ha criticato aspramente l'amministrazione Bush.
Nel numero del 4 maggio 2006, RS pubblicò un articolo di Sean Wilentz, storico della Princeton University, in cui Bush era definito "probabilmente il peggior presidente della storia", con una "combinazione di impotenza, pigrizia e inettitudine per questo lavoro.
Prima delle elezioni presidenziali del 2004, Rolling Stone dedicò una copertina a John Kerry, con il quale si schierò apertamente. Anche Bill Clinton e Al Gore erano stati in copertina.
Su RS fu pubblicato anche un articolo di Robert F. Kennedy Jr., spesso citato da Clinton, in cui si afferma che Bush ha imbrogliato alle elezioni del 2004.

## Sito web
Il sito della pubblicazione aveva un tempo un forum online frequentato. Alla fine degli anni '90, questo si era trasformato in una fiorente community, con molti membri regolari e contributori in tutto il mondo. Tuttavia, il sito è stato anche afflitto da numerosi troll di Internet, che vandalizzavano il forum. La rivista ha eliminato bruscamente il forum nel maggio 2004, quindi ha avviato una nuova comumunity molto più limitata sul proprio sito alla fine del 2005, per poi rimuoverla di nuovo nel 2006. Nel marzo 2008, il sito Web ha avviato nuovamente un nuovo forum, quindi eliminato nell'aprile 2010.
Rolling Stone dedica una delle sue pagine di sommario alla promozione del materiale attualmente visualizzato sul suo sito Web, elencando i collegamenti dettagliati agli articoli.
Il 19 aprile 2010, il sito web ha subito una riprogettazione e ha iniziato a presentare gli archivi completi di Rolling Stone. L'archivio è stato inizialmente lanciato con un modello a pagamento ma è poi passato a un modello gratuito in abbinamento con l'abbonamento al periodico cartaceo stampata. Nella primavera del 2012, Rolling Stone ha lanciato una funzione di ricerca, che effettua ricerche sia nel sito Web che nell'archivio.
Il sito web è diventato una fonte interattiva di informazioni biografiche sugli artisti musicali oltre alle classifiche storiche della rivista. Gli utenti possono fare riferimenti incrociati agli elenchi e vengono forniti anche approfondimenti storici. Per informazioni biografiche su tutti gli artisti, il sito web contiene una directory in ordine alfabetico.

### Glixel
Nel maggio 2016, Wenner Media ha annunciato l'intenzione di creare una pubblicazione online separata dedicata alla copertura dei videogiochi e della cultura dei videogiochi: nacque così Glixel. Gus Wenner, figlio di Jann Wenner e all'epoca responsabile del digitale per la pubblicazione, disse al New York Times che "il gioco è oggi ciò che era il rock 'n' roll quando è stata fondata Rolling Stone". Glixel era originariamente ospitato sul sito web di Rolling Stone ed è passato al proprio dominio nel 2016. Le storie di Glixel sono incluse nel sito web di Rolling Stone, mentre anche gli autori di Rolling Stone hanno potuto contribuire a Glixel. Il sito era diretto da John Davison e i suoi uffici si trovavano a San Francisco. Rolling Stone ha chiuso gli uffici nel giugno 2017 e ha licenziato l'intero personale, adducendo le difficoltà di lavorare con il sito remoto dalla loro sede principale di New York. Brian Crecente, fondatore di Kotaku e co-fondatore di Polygon, è stato assunto come direttore editoriale e gestisce il sito dalla sede principale di New York. In seguito alla vendita delle attività di Rolling Stone alla Penske Media Corporation, il contenuto di Glixel è stato fuso nella pubblicazione di routine di Variety, con Crecente che è rimasto come direttore editoriale.

## Cultura di massa
Rolling Stone è ampiamente considerato la principale forza promozionale per la musica nella cultura americana, insieme a MTV. Viene citato spesso in molte opere, ad esempio nel film semi-autobiografico Quasi famosi di Cameron Crowe e nel cult movie Alta fedeltà, tratto dal romanzo di Nick Hornby. Nel film Cars - Motori ruggenti, invece, la rivista viene chiamata Rolling Tire. Alla fine di Prima o poi me lo sposo Drew Barrymore legge un numero di Rolling Stone con Billy Idol in copertina. Si tratta del n. 440, del 31 gennaio 1985: il film è ambientato in quell'anno.
Sono di RS, inoltre, molte delle copertine più controverse della cultura pop: una delle più discusse ritrae un'allora diciassettenne Britney Spears in una posa da Lolita. Quel numero suscitò numerose voci riguardo a delle fantomatiche protesi al seno della cantante, che smentì.
L'attuale logo della rivista, creato da Jim Parkinson, fu usato come base per le immagini promozionali del film School of Rock.
RS, inoltre, è considerato una delle riviste più influenti per quanto riguarda le recensioni cinematografiche.

## Edizioni internazionali
- Argentina - Pubblicato da Publirevistas S.A. dall'aprile 1998. Questa edizione è la stessa letta in Bolivia, Paraguay e Uruguay.
- Australia - È partita come un supplemento nel 1969 della rivista Go-Set. Fu pubblicata nel 1972 come edizione autonoma da Next Media Pty Ltd, Sydney fino al 2008. Ora è pubblicata da ACP Magazines ed è la più longeva pubblicazione internazionale di questa rivista.
- Brasile - Pubblicato in Brasile dall'ottobre del 2006 da Spring Comunicações.
- Bulgaria - La prima pubblicazione è dell'8 novembre 2010.
- Cile - Pubblicato da Edu Comunicaciones fino a maggio del 2003. Pubblicato da El Mercurio, da gennaio 2006.
- Cina - Rolling Stone è ideato da One Media Group di Hong Kong e pubblicato in partnership con China Record Corporation. È in lingua cinese e contiene degli articoli sulle questioni locali.
- Colombia - Stampato in Colombia, anche per Ecuador, Perù, Panama e Venezuela.
- Francia - Lanciato nel 2002. Fu interrotta la pubblicazione nel 2007 e rilanciata nel maggio del 2008 con la 1633SA publishing group.
- Germania - Pubblicato in Germania dal 1994 da Axel Springer AG.
- Giappone - Pubblicato nel marzo del 2007.
- India - Pubblicato nel 2008 da MW Com.
- Indonesia - Pubblicato in Indonesia dal giugno 2005 da a&e Media.
- Messico - Pubblicato da Prisa Internacional dal 2002 fino a maggio del 2009, dal giugno del 2009 è pubblicato da Editorial Televisa.
- Russia - Pubblicato da Izdatelskiy Dom SPN dal 2004.
- Spagna - Pubblicato da PROGRESA a Madrid, dal 1999.

### Rolling Stonein Italia
Come molti altri Paesi del mondo, anche l'Italia ha la sua edizione di RS: l'edizione italiana viene pubblicata per la prima volta nel 1980, e il primo numero viene pubblicato ad aprile. Co fondatori di Rolling Stone Edizione Italiana sono stati Franco Schipani e Joseph Lodato. La direzione editoriale è composta da Antonino Antonucci Ferrara, Maurizio Baiata (proveniente da Ciao 2001) e Alberto Gasparri. 
Tra i collaboratori è da ricordare Carlo Massarini.
Oltre che pubblicare il giornale la redazione italiana si occupò anche di organizzare concerti di artisti stranieri; questo tentativo però ebbe una vita effimera.
La rivista rinasce in Italia nel novembre 2003, Rolling Stone Italia è stata concepita da Andrea Cagno e David Moretti e diretto da Michele Lupi e Carlo Antonelli fino al settembre 2006, quando la direzione è passata in mano al solo Antonelli. Nel giugno 2011, complice il passaggio di Antonelli alla direzione di Wired, la rivista è stata nuovamente affidata a Lupi.
Rolling Stone Italia in formato cartaceo era una rivista patinata di grande formato, mensile, anziché quindicinale come negli Stati Uniti d'America e ripescava spesso vecchi articoli del Rolling Stone statunitense. Ha ospitato come editorialisti Giorgio Gherarducci della Gialappa's Band, Enrico Ghezzi, Massimo Coppola, Daniele Luttazzi (per un lungo periodo, finché Luttazzi lasciò la rivista nel settembre 2004 per protesta contro un'intervista di Antonelli a Carlo Rossella, da lui giudicata una marchetta, proprio nel numero in cui Luttazzi pubblicava un pezzo sul Nigergate e sul ruolo giocato in esso da Rossella, pezzo che anticipava di un anno lo scoop di Bonini & D'Avanzo su Repubblica), scrittori (Niccolò Ammaniti vi pubblica il romanzo a puntate Il libro italiano dei morti) e fumettisti (ha ospitato il fumetto a puntate Quarantasei, di Milo Manara e Valentino Rossi). RS Italia ha pubblicato inchieste politiche, come nella tradizione della rivista madre americana. Si occupa di arte e cultura di massa. Pubblica numerosi servizi fotografici e/o di moda.
Tra le piccole rubriche che caratterizzano l'edizione italiana, si notano Funny Kingston (trafiletto mensile sulle droghe e, più in generale, su tutto ciò che provoca dipendenza) e Lo straniero, in cui ogni mese Joe Levy, vicedirettore di Rolling Stone USA, recensisce in inglese tre album di musicisti italiani.
Rolling Stone Italia ha pubblicato alcuni degli speciali storici di RS USA: I 50 momenti più importanti della storia del rock, I 500 migliori album di tutti i tempi e l'edizione italiana dello speciale celebrativo uscito in occasione della 1000ª copertina americana.
Curiosamente, per anni il sito di RS Italia non ha avuto alcun tipo di contenuto multimediale; si limitava, di mese in mese, a presentare il sommario della rivista, senza peraltro pubblicizzarne le uscite speciali. Nel settembre 2007 è stato inaugurato il nuovo sito, ulteriormente rinnovato nel gennaio 2013.
Il numero di dicembre 2009 mette in copertina Silvio Berlusconi definendolo "rockstar dell'anno" e suscitando grande disappunto tra gli stessi lettori del magazine. L'anno precedente era stato designato lo scrittore Roberto Saviano.
Nel febbraio del 2012 Rolling Stone Italia compie 100 numeri, con un numero unico che ripercorre tutta la storia del giornale in Italia e, soprattutto, una propria lista dei 100 migliori album italiani di sempre.
Al fallimento della capogruppo francese dell'ex editore IXO Publishing, RS Italia fu subito oggetto di contesa da parte di vari editori; poté mantenere il suo carattere di rivista indipendente grazie all'editore Quadratum. Nell'aprile 2014 Quadratum decide di non rinnovare la licenza con Wenner Media; gli subentra Luciano Bernardini De Pace.
Il primo numero della nuova edizione esce il 12 settembre 2014 con in copertina Pharrell Williams. Il numero di ottobre mette in copertina Fedez definendolo "la rivelazione". Nella stessa edizione si parla delle attese giornate del 12 e 13 settembre 2014 dove a Torino, presso la Reggia di Venaria Reale, si sono tenuti gli MTV Digital Days che hanno visto come vincitrice del premio "Best New Generation Electro Award" il duo electro pop The C.I.P.
Dal febbraio 2015 al marzo 2016 il mensile è stato diretto da Massimo Coppola. Da maggio 2016 il direttore è Giovanni Robertini.
Nel mese di aprile 2017 viene messa in copertina la campionessa paralimpica Beatrice Vio. Nel mese di novembre 2018 viene messo in copertina il rapper Salmo.
A partire da gennaio 2019 cessano le pubblicazioni cartacee della rivista. Rimane attivo il sito web. Il 17 febbraio 2022 la rivista ha dedicato un numero speciale su carta stampata dedicato alla carriera della cantautrice Elisa e al progetto discografico Ritorno al futuro/Back to the Future.